# Eberhard & Co
Pour les articles homonymes, voir Éberhard.
 (mai 2017).
Eberhard & Co est une manufacture suisse d'horlogerie de haut de gamme, fondée en 1887 à La Chaux-de-Fonds par l'industriel et maître horloger suisse Georges-Emile Eberhard.

## Histoire

### Georges Eberhard, le fondateur
La manufacture Eberhard & Co a été fondée à La Chaux-de-Fonds, l'un des cœurs historiques de l'industrie horlogère suisse par Georges-Emile Eberhard en 1887.
Georges était le descendant d'une grande famille bernoise, les Eberhard dont les origines remontent au Xe siècle et qui fut l'une des principales dynasties pionnières de l'industrie horlogère helvétique. George-Émile n'avait que vingt-deux ans lorsqu'il fonda la manufacture après avoir suivi les traces de son père qui était lui-même un célèbre maître horloger.

### 1900-1947
En 1907, la manufacture Eberhard, devenue l'une des plus puissantes entreprises horlogères suisses, inaugura un nouveau siège social occupant un pâté de maisons entier au centre de la rue Léopold Robert, la principale artère de La Chaux-de-Fonds. L'immeuble d'inspiration hausmanienne, bâti dans le plus pur style Beaux-Arts et doté d'une coupole d'angle surmontée d'une sculpture d'aigle, est immédiatement devenu l'un des plus célèbres bâtiments de la ville et resta sa construction la plus élevée jusque dans les années 1960. La firme en utilise depuis lors l'image sténographiée comme emblème.
En 1919, les fils de George-Émile, George et Maurice prennent les rênes de la société. Dans les années 1920 ils créent l’événement avec la présentation d’un chronographe-bracelet à attaches mobiles et fond à charnière. Au cours des années 1930, Eberhard est à l'origine de la production de certaines des montres les plus modernes et les plus révolutionnaires du marché telles que :
- le tout premier chronographe à mouvement perpétuel en 1930,
- le premier chronographe disposant d'un double poussoir avec marche et arrêt sans remise à zéro en 1935,
- le premier chronographe-bracelet avec compteur d'heure en 1938
- et le premier chronographe à double chronométrage en 1939.

### 1947-1987
Après la fin de la Seconde Guerre mondiale, la manufacture reprend son activité en 1947 en se lançant sur le marché des montres de luxe pour femmes avec la création des gammes de joaillerie de luxe. L'entreprise continue ses innovations : 
- en 1950, elle lance l'Extra fort dont le chronographe révolutionnaire dispose d'un poussoir unique de marche et arrêt,
- en 1960 Eberhard lance le dispositif de mise au point simultané de la date,
- en 1968 les mouvements des chronomètres Eberhard, qui dépassent les 36 000 alternances par heure, sont parmi les plus précis au monde.

En 1980, Eberhard est la première entreprise horlogère à réintroduire les chronographes mécaniques sur le marché. 
En 1987, Eberhard & Co célèbre en grande pompe son centenaire.

### 1987-aujourd'hui
En 1992 l'entreprise a présenté un chronographe inspiré des courses automobiles d'autrefois.
Depuis 1996, la manufacture se concentre sur la production de modèles de luxe de très grande dimension en lançant la collection Grande Taille. Elle lance :
- en 1997 la 8 jour, un modèle de chronographe mécanique dont le remontage n'est nécessaire que tous les huit jours, ce qui en fait l'un des mécanismes mécaniques les plus performants jamais créés,
- en 2001, la manufacture présente Chrono 4, le premier chronographe de l'histoire dont les compteurs (au nombre de quatre) sont alignés.

## Sources et références
- Site officiel
- Profile d'Eberhard & Co, Swisstime